# 尼普省
尼普省（法語：Nippes，發音：[nip]）是海地的10個省之一，位於該國南部，首府設於米拉瓜納，東鄰西部省和南部省，南毗東南省，西臨大灣省，面積1,268平方公里，下分3縣，2015年人口342,325，人口密度為每平方公里270人。
18°27′N 73°6′W / 18.450°N 73.100°W
1. ↑  http://www.ihsi.ht/pdf/projection/Estimat_PopTotal_18ans_Menag2015.pdf （页面存档备份，存于） [裸網址]
2. ↑  . hdi.globaldatalab.org.   [2018-09-13]. （原始内容存档于2018-09-23） （英语）.